# Mujeres de Argel
Les femmes d'Alger (Mujeres de Argel) es una serie de 15 pinturas y numerosos dibujos del pintor cubista español Picasso. La serie está inspirada en el cuadro Mujeres de Argel en su apartamento de Eugène Delacroix (1834). Es una de las series que pintó Picasso como tributo a varios artistas que admiraba.
La serie completa de Les Femmes d'Alger fue comprada por Victor y Sally Ganz a la galería Louise Leiris de París por 212 500 dólares en junio de 1956. Más tarde, los Ganz vendieron diez pinturas de la serie a la galería Saidenberg, manteniendo en su poder las versiones «C», «H», «K», «M» y «O».
Varios de los cuadros de esta serie se encuentran actualmente en importantes colecciones públicas y privadas.

## Origen

Eugène Delacroix, Mujeres de Argel en su apartamento, 1834. Óleo sobre lienzo, 180 × 229 cm. Museo del Louvre, París

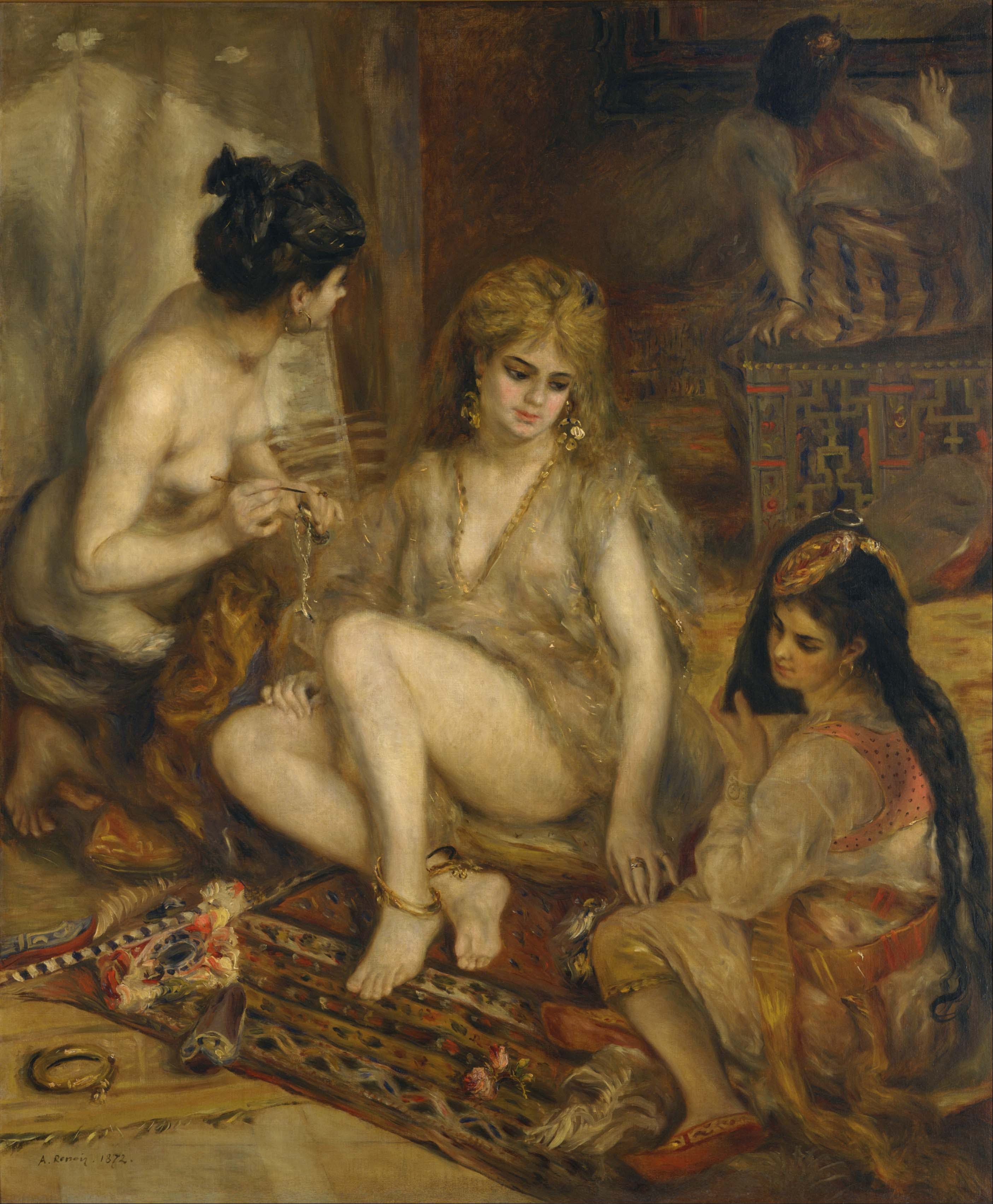
Pierre-Auguste Renoir, Interior de harén en Montmartre (Parisinas vestidas como argelinas), 1872. Óleo sobre lienzo, 156 × 129 cm. Museo Nacional de Arte Occidental, Tokio

Picasso comenzó a pintar una serie de variaciones libres sobre el cuadro «Mujeres de Argel en su apartamento» de Delacroix en diciembre de 1954, seis semanas después de conocer la muerte de su amigo y rival Henri Matisse, ya que para Picasso, el tema «oriental» tenía una fuerte relación con Matisse y Delacroix. Matisse era famoso por sus imágenes de mujeres lánguidas y voluptuosas conocidas como odaliscas, las mujeres de los harenes turcos. «Cuando Matisse murió me dejó como legado a sus odaliscas», bromeaba Picasso. Muchos de sus retratos de Jacqueline entre 1955 y 1956 la representan de esta forma.
Las consecuencias de las Mujeres de Argel de Picasso fueron considerables: «Pensaba tanto en Las mujeres de Argel que compré La Californie» explicaba Picasso a su biógrafo Pierre Daix. La Californie es una villa Belle Époque situada en las colinas de Cannes, en la Costa Azul francesa, donde Picasso pasó sus últimas décadas. El pintor compró esta casa en 1955, y fue aquí donde pintó «Mujer desnuda en una mecedora». Los interiores luminosos, las vistas sobre el Mediterráneo y el exótico jardín evocaban un sentimiento de amplitud y tranquilidad que correspondían a la idea que el pintor tenía de Oriente.
El experto en historia del arte y coleccionista Douglas Cooper fue quizás el primero en darse cuenta de que los cuadros pintados en La Californie marcaban el regreso del mejor Picasso. En abril de 1956, escribió al director de museo Alfred Barr:
«Recientemente pasé un día con Picasso y repasamos lo que ha hecho desde el pasado mes de julio. Me ha impresionado gratamente (…) Una serie completa de interiores de La Californie derivados mitad de Delacroix y mitad de Matisse, incidiendo en ornamentos, arabescos, simplificación (…) En resumen, como tienes intención de venir a Europa, te cuento que debes ver todo esto en el estudio: en mi opinión es mucho mejor que cualquier cosa que haya pintado desde 1946».

## Lista de las obras más importantes

### Versión C
La Versión C fue vendida en 1988 tras la muerte de Victor Ganz

### Versión H
La Versión H se terminó el 24 de enero de 1955, y se puso a la venta por 7,15 millones de dólares en noviembre de 1997 –con el resto de la colección Ganz– en la sala Christie's de Nueva York. Actualmente forma parte de la colección Nahmad de Suiza. En mayo de 2015 fue prestada a la galería Tate Liverpool (Reino Unido).

### Versión J
La Versión J se vendió en la sala Sotheby's de Londres en 2006 por 18,6 millones de dólares y hoy forma parte de la colección Nahmad.

### Versión K
La Versión K se vendió por 6,6 millones en noviembre de 1997, junto con el resto de la colección Ganz, en la sala Christie's de Nueva York.

### Versión L
La Versión L fue adquirida por el museo Berggruen de Berlín en 2011 por 11,4 millones de dólares

### Versión M
La Versión M se vendió por 10 millones en noviembre de 1997 junto con el resto de la colección Ganz en la sala Christie's de Nueva York.

### Versión N
La Versión N se encuentra en el Museo de Arte Mildred Lane Kemper, en la Universidad Washington en San Luis. El fondo Steinberg compró el cuadro para la universidad en 1960.

### Versión O
La Versión O, último cuadro de la serie, se pintó en 1955. representa una escena del harén
Este cuadro se vendió en 1997 por 31,9 millones de dólares en la sala Christie's de Nueva York. En la misma subasta se vendieron otras tres versiones de la serie que pertenecían a la familia Ganz. La Versión O fue adquirida por la marchante de arte británica Libby Howie para un coleccionista saudí residente en Londres cuyo nombre no se reveló.
En mayo de 2015, la Versión O fue subastada por segunda vez en la sala Christie's de Nueva York. Se esperaba que batiera el récord de precio en subasta de obras de arte, y en la evaluación previa a la venta, Christie's le asignó un precio de salida de 140 millones de dólares, uno de los más altos que se han dado en esas circunstancias, y asimismo fijó un precio de reserva confidencial para su venta. El cuadro se vendió por 179,4 millones de dólares, gastos incluidos –el precio más alto pagado hasta entonces por una obra de arte en subasta– al antiguo primer ministro de Catar Hamad bin Jassem bin Jabr Al Thani